# Аро де Не
Аро де Не (фр. Arros-de-Nay) насеље је и општина у југозападној Француској у региону Аквитанија, у департману Атлантски Пиринеји која припада префектури По.
По подацима из 2011. године у општини је живело 815 становника, а густина насељености је износила 60,5 становника/km². Општина се простире на површини од 13 km². Налази се на средњој надморској висини од 236 метара (максималној 421 m, а минималној 230 m).

## Демографија
| 1962. | 1968. | 1975. | 1982. | 1990. | 1999. | 2011. |
| ----- | ----- | ----- | ----- | ----- | ----- | ----- |
| 605   | 582   | 681   | 816   | 817   | 728   | 815   |

График промене броја становника у току последњих година